# 1966-os labdarúgó-világbajnokság-selejtező (UEFA – 5. csoport)
Az 1966-os labdarúgó-világbajnokság európai 5. selejtezőcsoportjának mérkőzéseit, és a csoport végeredményét tartalmazó lapja. A csoportban körmérkőzéses, oda-visszavágós rendszerben játszottak egymással a labdarúgó-válogatottak. A selejtezőket 1964. május 24. és 1965. november 24. között rendezték. A csoport győztese automatikus résztvevője lett az 1966-os labdarúgó-világbajnokságnak.
A csoportban Albánia, Észak-Írország, Hollandia és Svájc szerepelt.
Svájc jutott ki az 1966-os világbajnokságra.

## Tabella
| Hely. | Csapat         | M | Gy | D | V | G+ | G– | Gk  | P | Továbbjutás                          |     | Svájc | Észak-Írország | Hollandia | Albánia |
| ----- | -------------- | - | -- | - | - | -- | -- | --- | - | ------------------------------------ | --- | ----- | -------------- | --------- | ------- |
| 1.    | Svájc          | 6 | 4  | 1 | 1 | 7  | 3  | +4  | 9 | Kijutott az 1966-os világbajnokságra |     | —     | 2–1            | 2–1       | 1–0     |
| 2.    | Észak-Írország | 6 | 3  | 2 | 1 | 9  | 5  | +4  | 8 |                                      |     | 1–0   | —              | 2–1       | 4–1     |
| 3.    | Hollandia      | 6 | 2  | 2 | 2 | 6  | 4  | +2  | 6 |                                      | 0–0 | 0–0   | —              | 2–0       |         |
| 4.    | Albánia        | 6 | 0  | 1 | 5 | 2  | 12 | −10 | 1 |                                      | 0–2 | 1–1   | 0–2            | —         |         |

## Mérkőzések
| 1964. május 24. |

| Hollandia                            | 2–0         | Albánia |
| ------------------------------------ | ----------- | ------- |
| Schrijvers 48' (11-esből) Muller 52' | Jegyzőkönyv |         |

| De Kuip, Rotterdam Nézőszám: 28 745 Játékvezető: John Meighan (ír) |

| 1964. október 24. |

| Észak-Írország         | 1–0         | Svájc |
| ---------------------- | ----------- | ----- |
| Crossan 46' (11-esből) | Jegyzőkönyv |       |

| Windsor Park, Belfast Nézőszám: 28 598 Játékvezető: Hubert Burguet (belga) |

| 1964. október 25. |

| Albánia | 0–2         | Hollandia               |
| ------- | ----------- | ----------------------- |
|         | Jegyzőkönyv | Van Nee 2' Geurtsen 87' |

| Qemal Stafa Stadion, Tirana Nézőszám: 25 579 Játékvezető: Kosztadin Dinov (bolgár) |

| 1964. november 14. |

| Svájc                | 2–1         | Észak-Írország |
| -------------------- | ----------- | -------------- |
| Quentin 29' Kuhn 34' | Jegyzőkönyv | Best 13'       |

| Stade Olympique de la Pontaise, Lausanne Nézőszám: 22 162 Játékvezető: Paul Schiller (osztrák) |

| 1965. március 17. |

| Észak-Írország        | 2–1         | Hollandia  |
| --------------------- | ----------- | ---------- |
| Crossan 11' Neill 62' | Jegyzőkönyv | Van Nee 6' |

| Windsor Park, Belfast Nézőszám: 35 300 Játékvezető: Tage Sørensen (dán) |

| 1965. április 7. |

| Hollandia | 0–0         | Észak-Írország |
| --------- | ----------- | -------------- |
|           | Jegyzőkönyv |                |

| De Kuip, Rotterdam Nézőszám: 61 954 Játékvezető: Williams Clements (angol) |

| 1965. április 11. |

| Albánia | 0–2         | Svájc                           |
| ------- | ----------- | ------------------------------- |
|         | Jegyzőkönyv | Quentin 21' Kuhn 88' (11-esből) |

| Qemal Stafa Stadion, Tirana Nézőszám: 27 291 Játékvezető: Antonio Sbardella (olasz) |

| 1965. május 2. |

| Svájc               | 1–0         | Albánia |
| ------------------- | ----------- | ------- |
| Kuhn 10' (11-esből) | Jegyzőkönyv |         |

| Charmilles stadion, Genf Nézőszám: 24 108 Játékvezető: Bueno Perales (spanyol) |

| 1965. május 7. |

| Észak-Írország                          | 4–1         | Albánia     |
| --------------------------------------- | ----------- | ----------- |
| Crossan 16' 30' 61' (11-esből) Best 85' | Jegyzőkönyv | Jashari 49' |

| Windsor Park, Belfast Nézőszám: 16 017 Játékvezető: Norman Mootz (luxemburgi) |

| 1965. október 17. |

| Hollandia | 0–0         | Svájc |
| --------- | ----------- | ----- |
|           | Jegyzőkönyv |       |

| Olimpiai Stadion, Amszterdam Nézőszám: 57 759 Játékvezető: Johan Einar Boström (svéd) |

| 1965. november 14. |

| Svájc                 | 2–1         | Hollandia    |
| --------------------- | ----------- | ------------ |
| Hosp 10' Allemann 87' | Jegyzőkönyv | Laseroms 64' |

| Wankdorfstadion, Bern Nézőszám: 44 009 Játékvezető: Kurt Tschenscher (nyugatnémet) |

| 1965. november 24. |

| Albánia    | 1–1         | Észak-Írország |
| ---------- | ----------- | -------------- |
| Haxhiu 77' | Jegyzőkönyv | Irvine 58'     |

| Qemal Stafa Stadion, Tirana Nézőszám: 17 381 Játékvezető: Petre Sotir (román) |